# Monumento a Isabel la Católica (Madrid)
El monumento a Isabel la Católica es un conjunto escultórico, dedicado a esta reina en Madrid.

## Historia
La escultura fue fundida en bronce por Nelli en Roma, a partir de un modelo del escultor Manuel Oms. Antes de su traslado a España, el grupo escultórico fue exhibido en Roma.

En su forma inicial el monumento constaba de un rico pedestal de estilo medievalizante, también obra de Manuel Oms, sobre el que se disponía la estatua. El pedestal contaba con la inscripción:
A Isabel la Católica, bajo cuyo reinado se llevó á cabo la unidad nacional y el descubrimiento de las Américas , el pueblo de Madrid . - 1883
El monumento se rodeaba por una verja. La inauguración del monumento se produjo el 30 de noviembre de 1883.La inauguración fue presidida por Alfonso XII, el resto de la Familia Real y el príncipe heredero de Alemania, Federico (futuro emperador como Federico III) de visita en Madrid.
En 1958 el monumento fue trasladado al lugar que ocupa en la actualidad (el límite con el paseo de la Castellana de los jardines del Museo de Ciencias Naturales). El motivo del trasladó se basó en cuestiones de tráfico.

## Descripción
El núcleo del monumento lo compone un grupo escultórico formado por tres figuras que miran al frente. en el centro se sitúa Isabel la Católica, montada en una caballería, de lado. A su izquierda se sitúa Pedro González de Mendoza, cardenal e importante político de su reinado. A su derecha, Gonzalo Férnandez de Córdoba que jugó un importante papel militar durante el tiempo de reinado de la reina Isabel.
El grupo escultórico se alta sobre un podio de planta cuadrada con las esquinas rematadas. En estas esquinas se sitúan los escudos de cuatro de los reinos presentes en el escudo de España (Castilla, León, Navarra y Granada).
El conjunto del monumento se sitúa en el lado de los números pares del paseo de la Castellana, en el Marco de los jardines del museo de historia natural, situadas entre el paseo de la Castellana y el museo. Rodea al monumento un estanque de formas sinuosas y cuatro surtidores que forman lo convierten en una fuente.

### Individuales
1. ↑  Bastida, Rebeca Sanmartín (2002). Imágenes de la Edad Media: la mirada del realismo. Editorial CSIC - CSIC Press. ISBN 978-84-00-08099-0. Consultado el 28 de noviembre de 2023.
2. ↑  Gibson, Ian (2 de junio de 2016). Ligero de equipaje: La vida de Antonio Machado. DEBOLS!LLO. ISBN 978-84-663-3668-0. Consultado el 28 de noviembre de 2023.
3. ↑  «Inauguración del Monumento a Isabel la Católica». La Época (Madrid) (11.274). 30 de noviembre de 1883. p. 3.
4. ↑  Esetena. «El Monumento de Isabel la Católica, antes y ahora». Consultado el 28 de noviembre de 2023.
5. ↑  Gambra Ciudad, Rafael (2012). «Constitución y racionalismo político: Reflexiones en clave española». Verbo ( Madrid ): Revista de formación cívica y de acción cultural, según el derecho natural y cristiano (503-504): 241-251. ISSN 0210-4784. Consultado el 28 de noviembre de 2023.